# いけだてつや
いけだ てつや（1982年11月20日 - ）は、日本のお笑い芸人。プロダクション人力舎所属。

## 経歴
熊本県熊本市出身、A型、身長167cm。熊本市立高等学校（現：熊本市立必由館高等学校）卒業。野球部に在籍していた。
スクールJCA10期生。
当初は「ユンカース」というコンビで活動しており、2002年5月の「バカ爆走!」のレギュラーとなったが、相方に子供ができたため解散した。
その後、三福星というトリオを結成し活動したが、2010年に解散した。
トリオ解散後はピン芸人として活動を始める。主に上げたテンションで踊りを入れるなどしながら勢いで押し通す芸風のネタを披露している。

## 人物
趣味は高校野球観戦、ボードゲーム、燻製料理

## 出演

### テレビ
- 夜遊び三姉妹「魅惑の上上下下左右左右BA」（日本テレビ） - 2009年12月18日
- 逆流!シラベルトラベル（テレビ東京）レギュラーレポーター[1]
- イツザイS（テレビ東京） - 2010年6月13日深夜「インディーズ芸人オーディション」
- 新世紀ネタキング決定戦（TOKYO MX） - 2010年11月4日
- 今田耕司プレゼンツ 鶴瓶vs未知数芸人 俺の相方誰やねん!?スペシャル（関西テレビ） - 2011年1月2日
- オンバト+（NHK総合） - 2012年9月22日 戦績1勝0敗 最高397KB
- 特報!B級ニュースSHOW（テレビ東京） - 2012年12月25日
- 上田ちゃんネル（CSテレ朝チャンネル、上田義塾・新メンバー・トライアウト、2012年6月12日・26日放送分）
- 千葉県内の野球関連番組（特記のない限り、千葉テレビ放送制作）
  - 高校野球ダイジェスト 白球ナイン  - 2019年7月（MC）
  - 秋季関東地区高等学校野球大会ダイジェスト〜ROAD TO センバツ〜（5いっしょ3ちゃんねる共同制作・千葉テレビ放送制作幹事） - 2020年10月 - 11月（MC）
  - 千葉県ボーイズリーグダイジェスト - 2020年12月5日 - （ナビゲーター、年2・3回放送）
  - 高校野球直前SP - 2021年 - 2023年（ナビゲーター）
  - 高校野球ダイジェスト - 2022年 - 2025年の7月（MC、不定期出演）

### ラジオ
- テリー伊藤のってけラジオ（2010年4月1日、ニッポン放送）
- GOLD RUSH（2014年10月 - 、J-WAVE）[1]

### ウェブテレビ
- 柴田地球防衛隊〜地球を守るのは僕らだ〜（2016年10月17日 - 2017年3月20日、AbemaTV）
- 第二回YouTuber野球大会 in YOKOSUKA（2016年、11月5日 - 、2200年TV）
- スピードワゴンの月曜The NIGHT（2018年1月 - 、AbemaTV）不定期。ボードゲームSP回レギュラー
- 矢作と山崎と（フジテレビオンデマンド）不定期出演[1]
- ゆるめるシー（グノシー）[1]

### 映画
- シャカリキ!（2008年9月）[1]

### 雑誌
- 報知高校野球「人力高校野球観戦部のやめられない　とまらない」[1]